# Renault Mégane III
La Renault Mégane III est une automobile compacte du constructeur automobile français Renault, produite du 6 octobre 2008 au 13 janvier 2016. Conçue au Technocentre Renault, sa commercialisation débute en octobre 2008 pour la version 5 portes (nom de code B95 en interne Renault) et en janvier 2009 en version coupé (3 portes) (nom de code D95 en interne Renault)[réf. nécessaire]. La version break Estate est lancée le 11 juin 2009 (nom de code K95 en interne Renault), suivie du coupé cabriolet.
Cette automobile compacte est présentée en version 3 et 5 portes, le break et la version sportive R.S. sont présentés au salon de Genève en mars 2009, les modèles 4 portes et coupé-cabriolet, suivent à la fin de l'année 2009. La version coupé à trois portes est préfigurée par le Renault Megane coupé concept, qui est présenté au salon de Genève en mars 2008. Il utilise des portes papillons et son toit est entièrement vitré. 
La Renault Megane reçoit 5 étoiles à l'essai de choc Euro NCAP.
Pour le marché européen, les modèles Berlines et Estate sont fabriqués à Palencia en Espagne, et les coupé-cabriolets sont fabriqués à Douai en France.
L'ESP est déconnectable mais seulement en dessous de 60 km/h, pour un usage sur neige. De nouvelles options sont apparues par la suite.
En 2012, elle connaît un léger restylage pour arborer des projecteurs à led en dessous des phares. Ce lifting entraîne aussi celui du coupé et du break Estate mais pas celui du coupé-cabriolet.
La gamme Megane III adopte début 2014, à l'occasion d'un second restylage, la nouvelle identité stylistique Renault créée par Laurens van den Acker,.

Renault Megane III Berline 5 portes
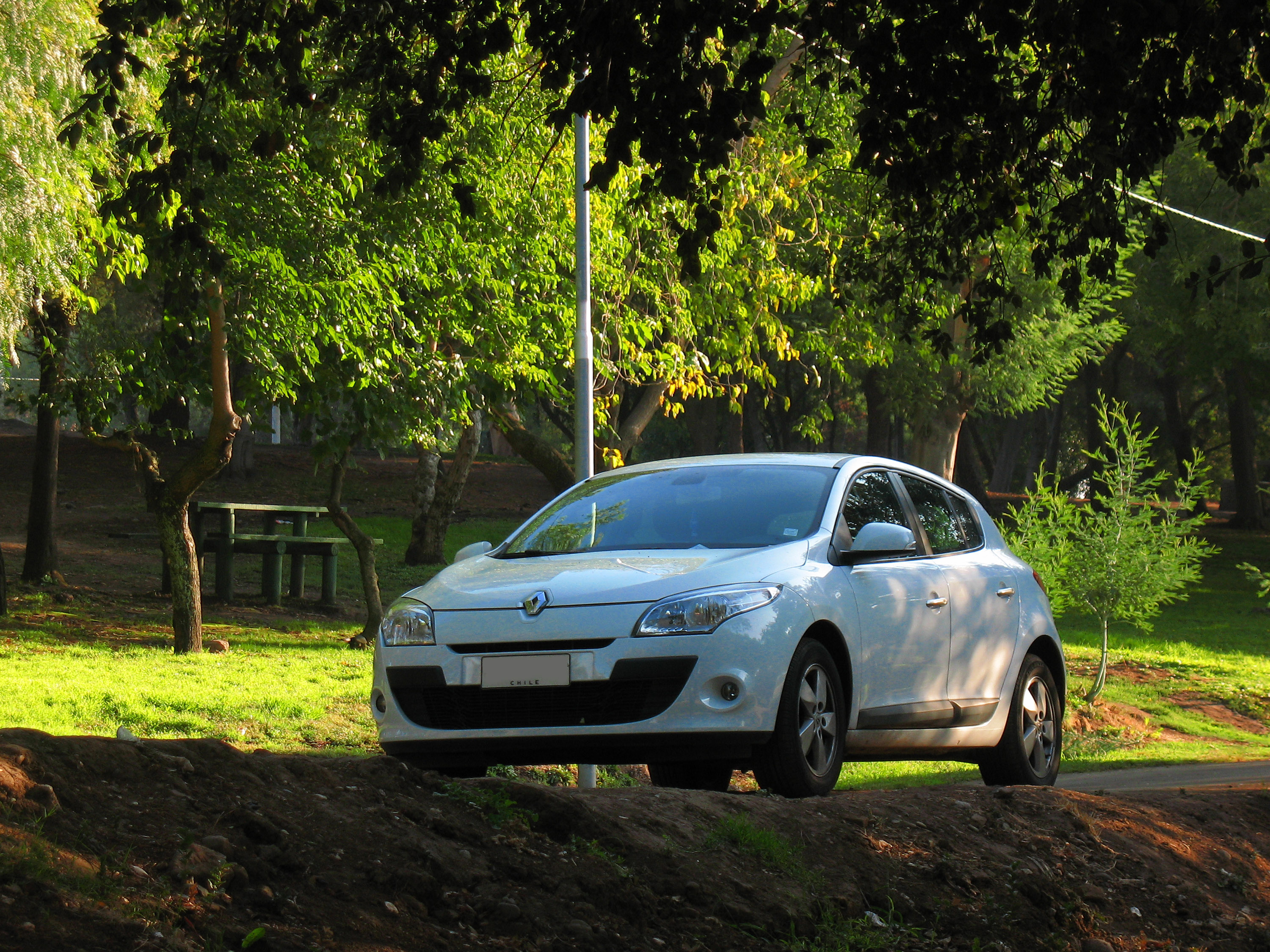
Phase I
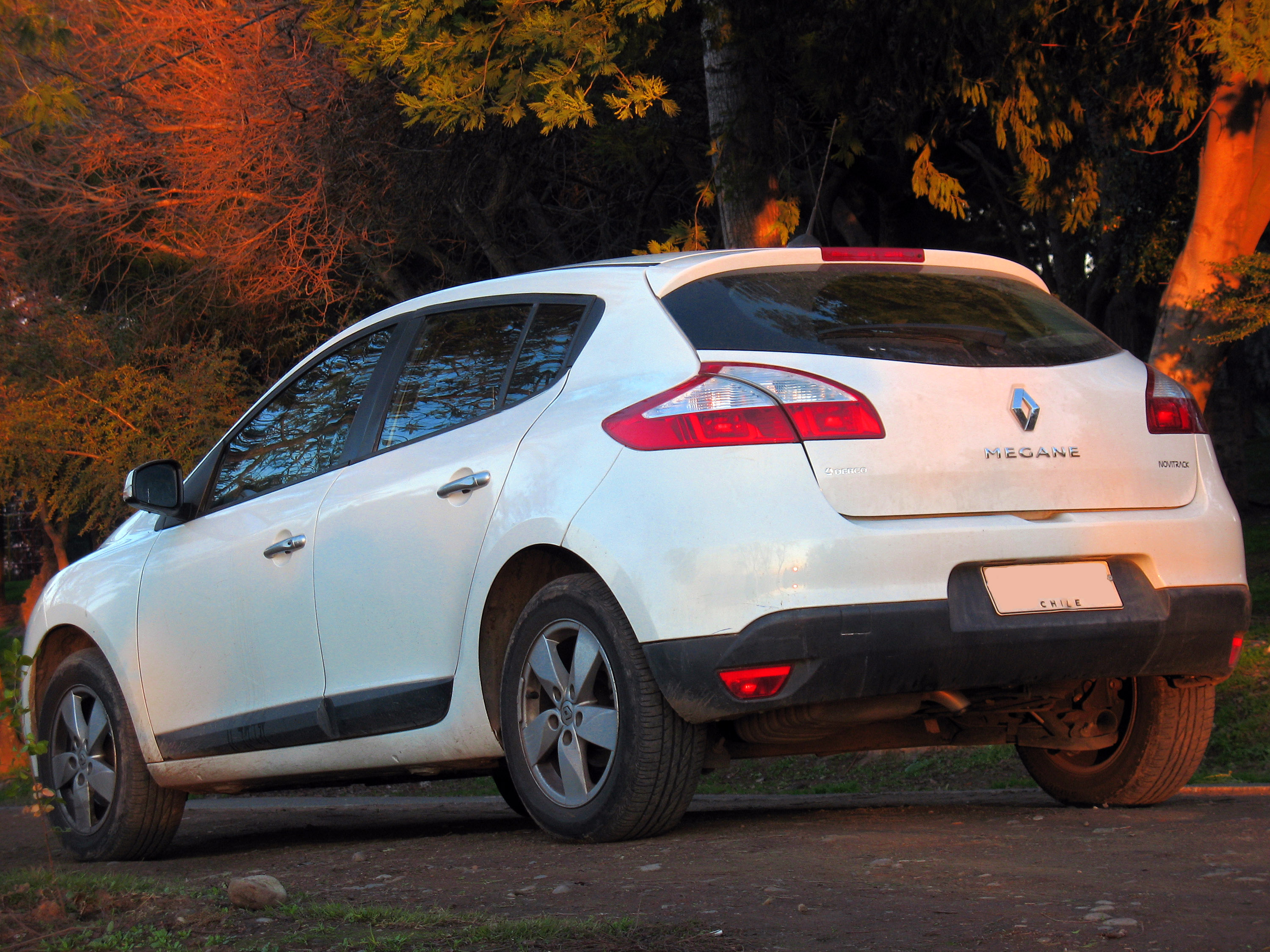
Phase I
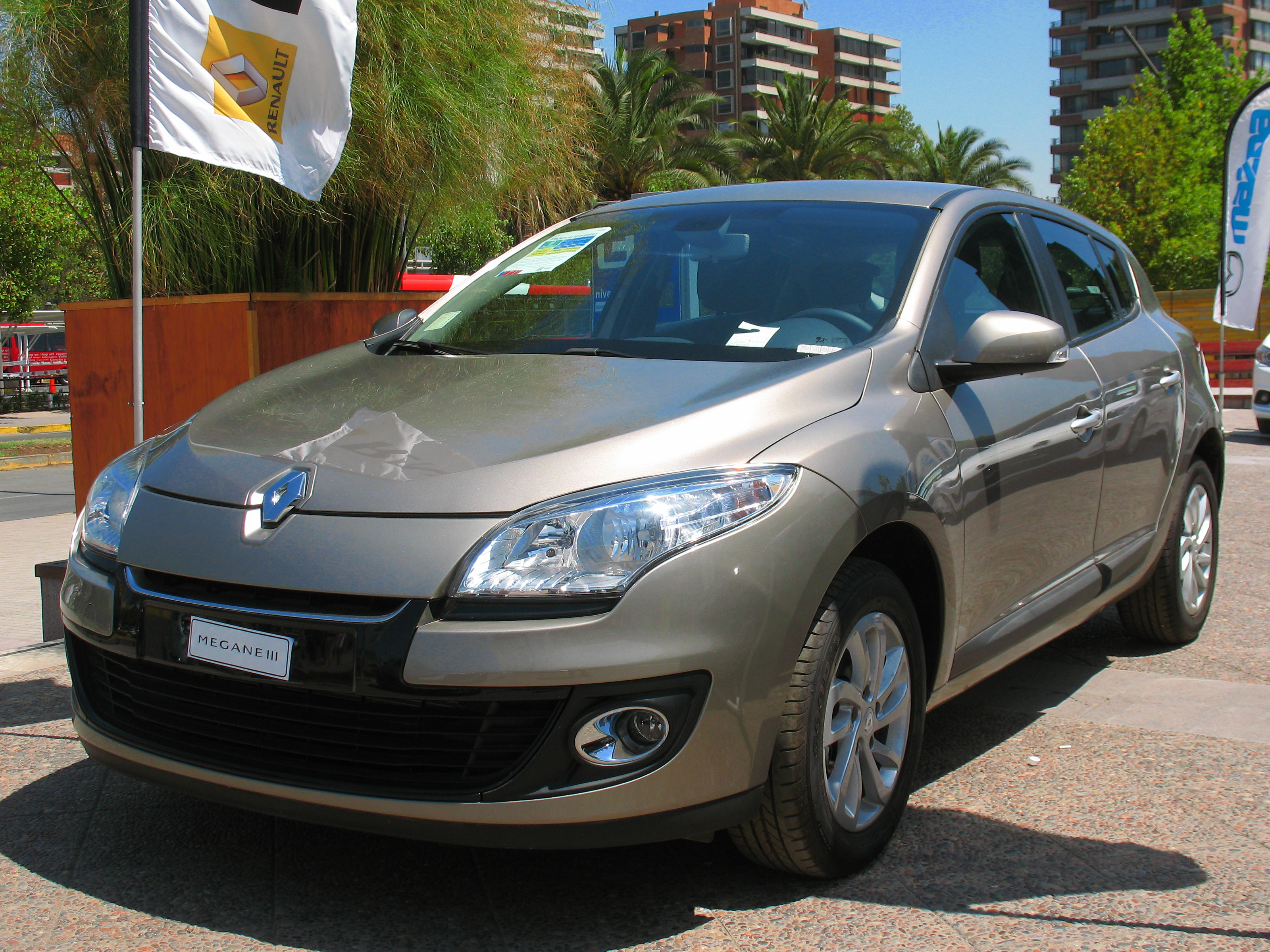
Phase II
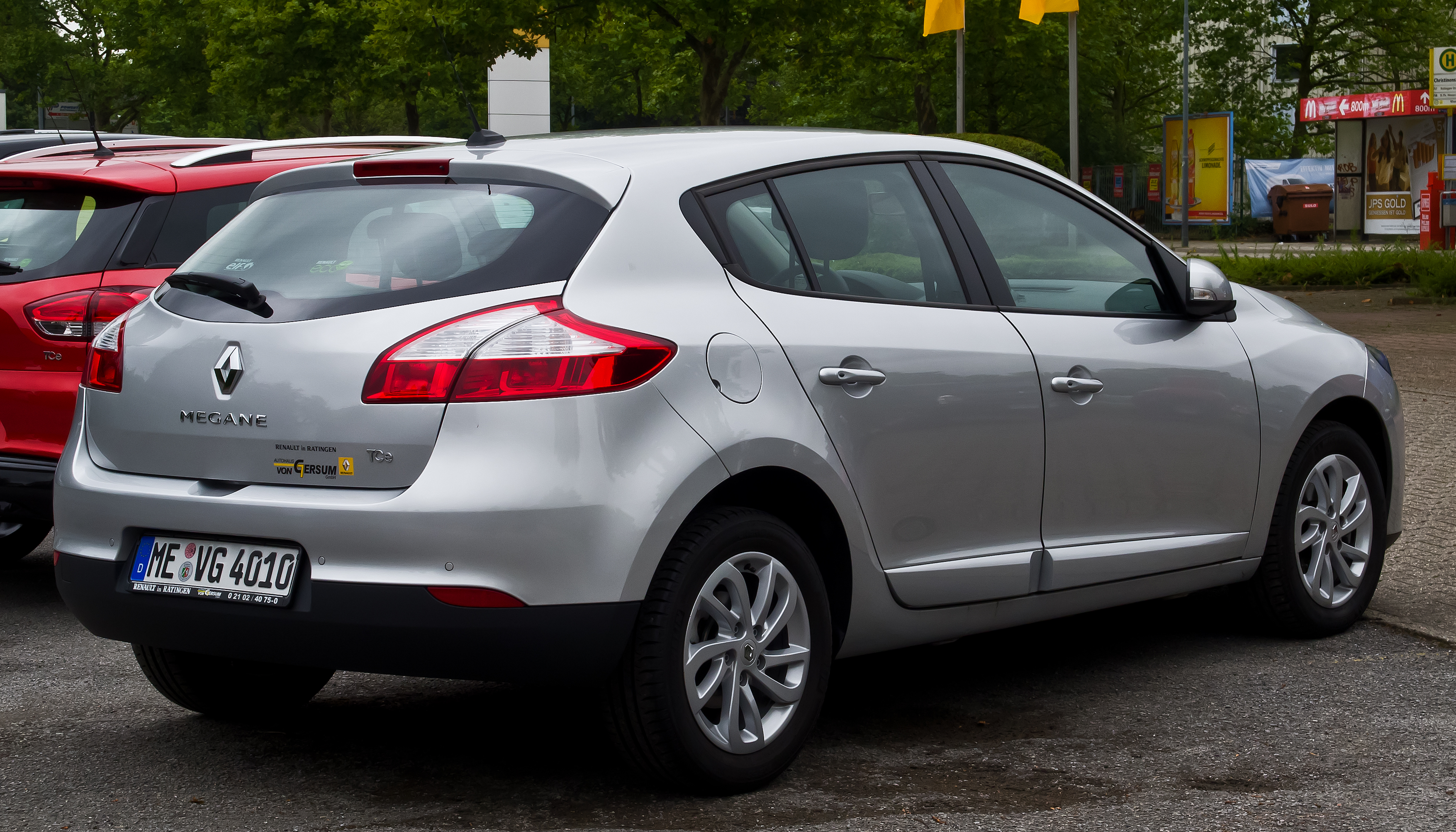
Phase III

Renault Megane III (autres carrosseries)
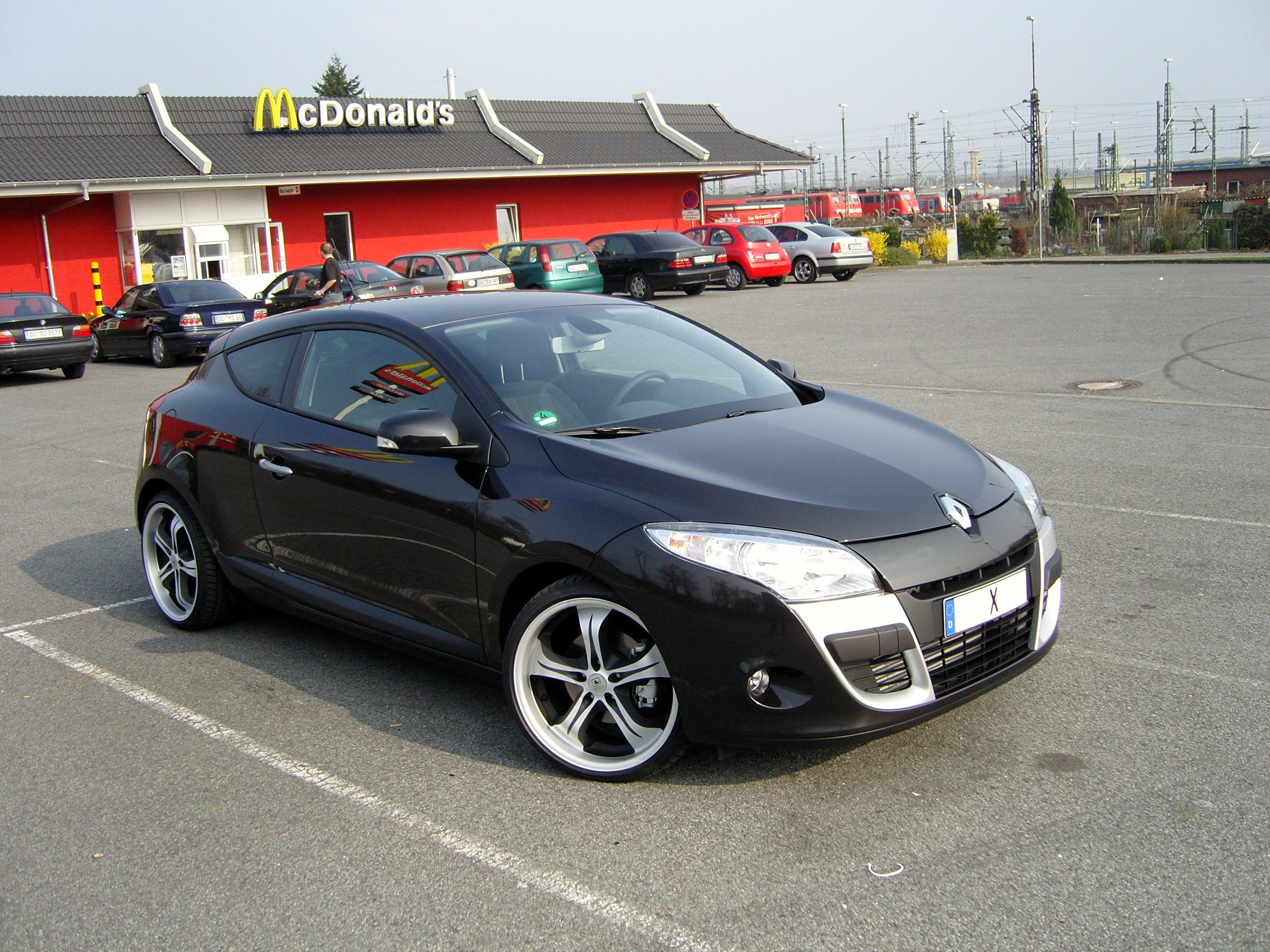
Coupé (vue de l'avant)
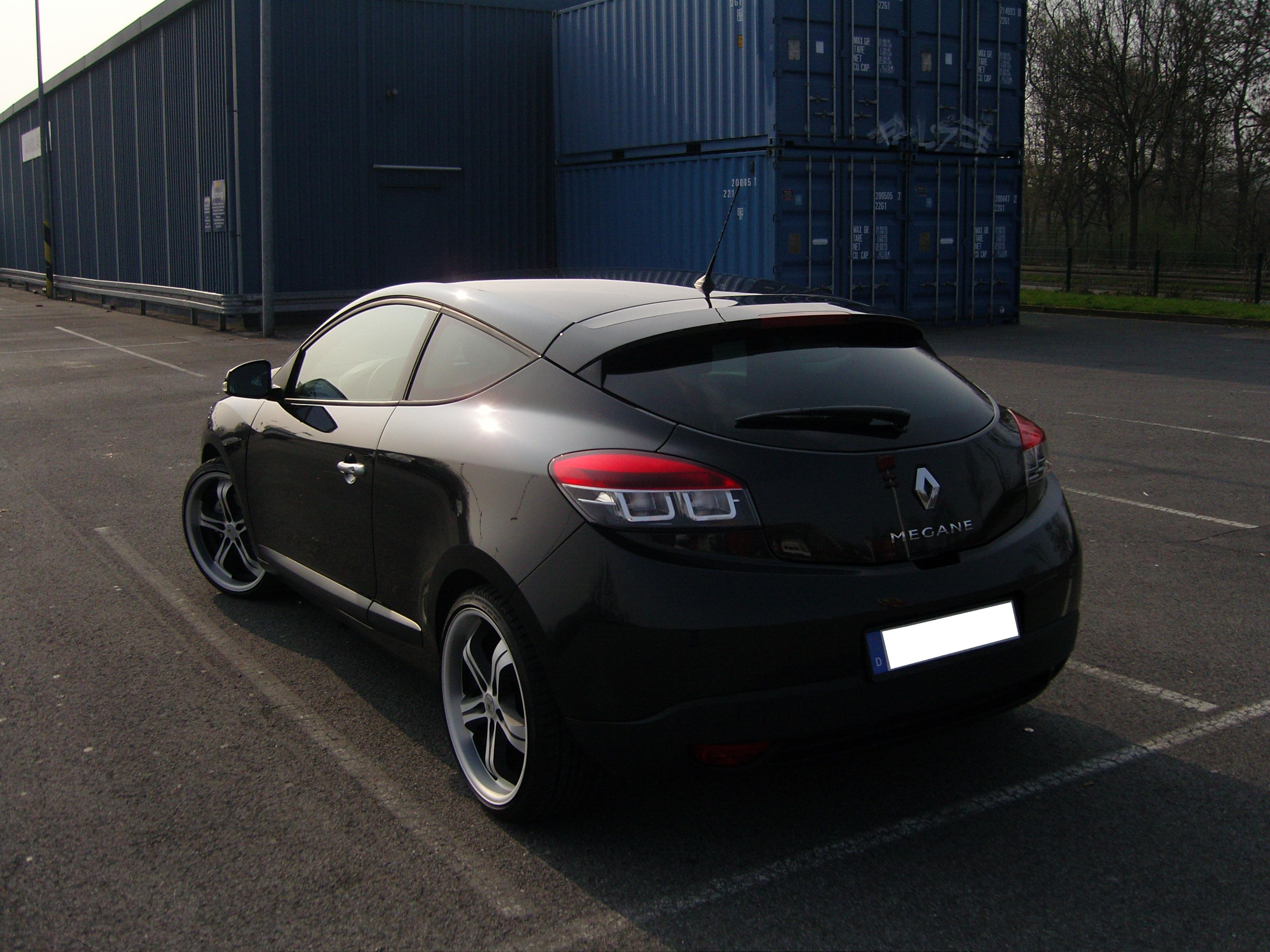
Coupé (vue de l'arrière)
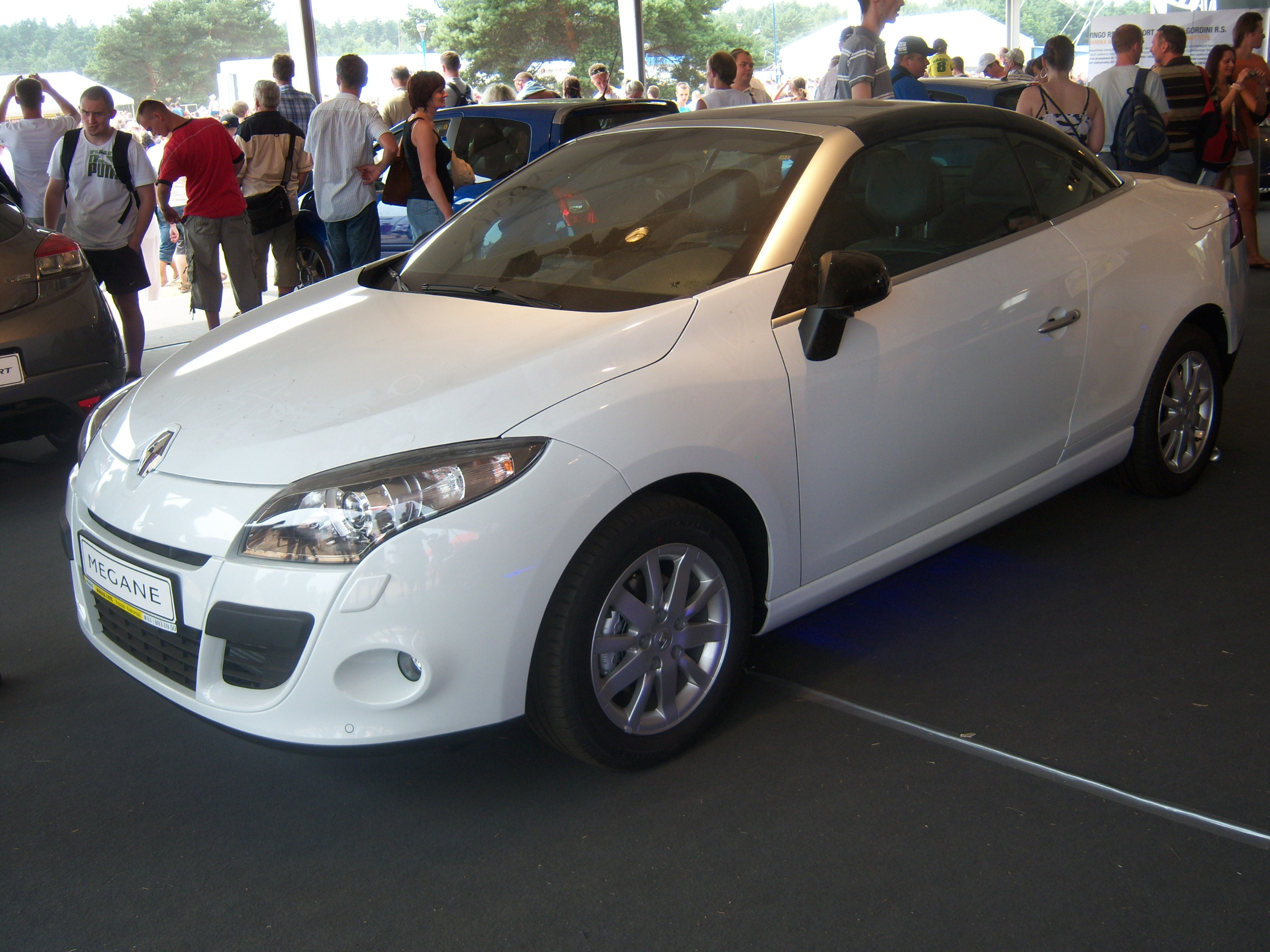
CC (vue de l'avant)
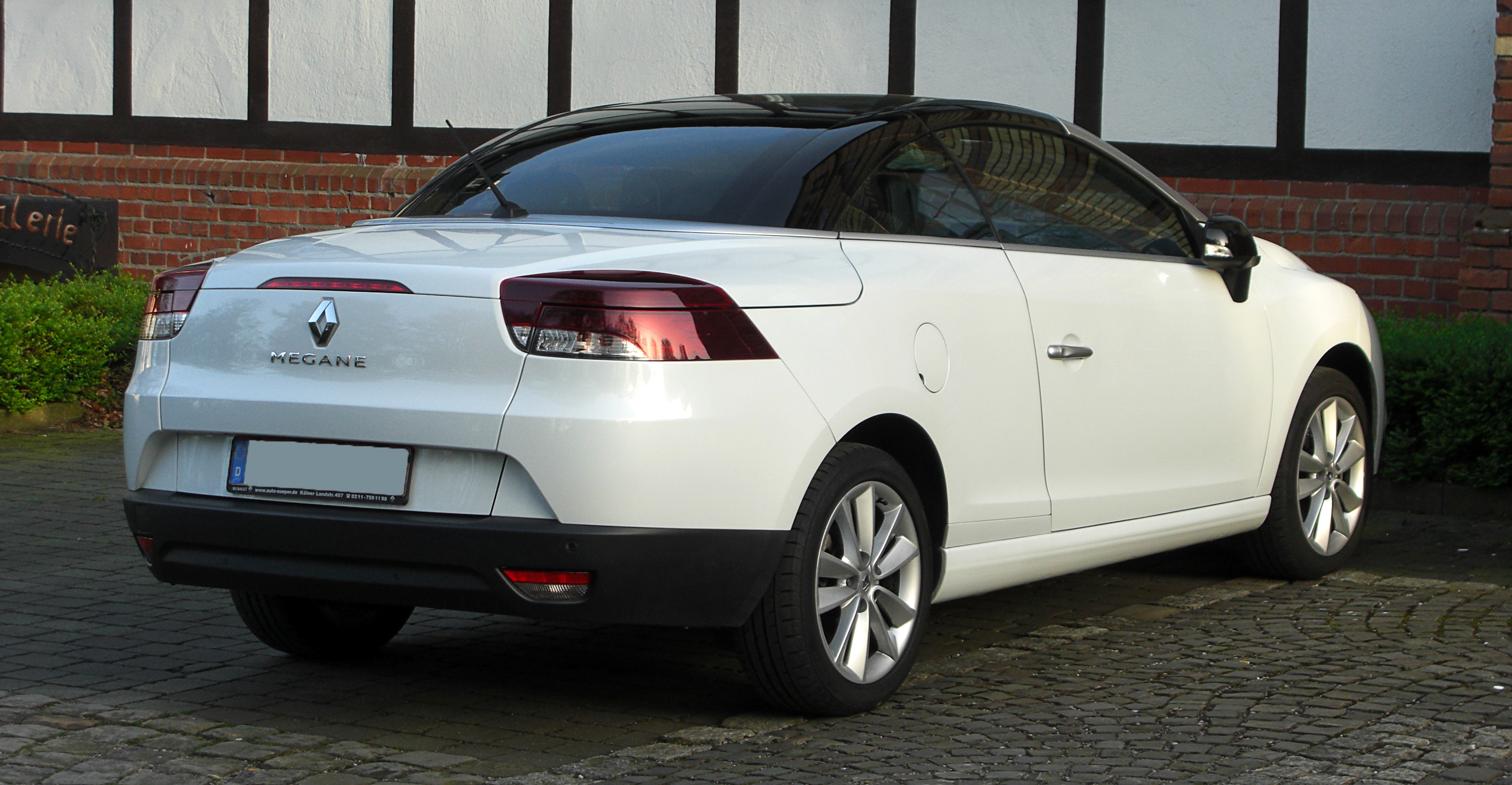
CC (vue de l'arrière)
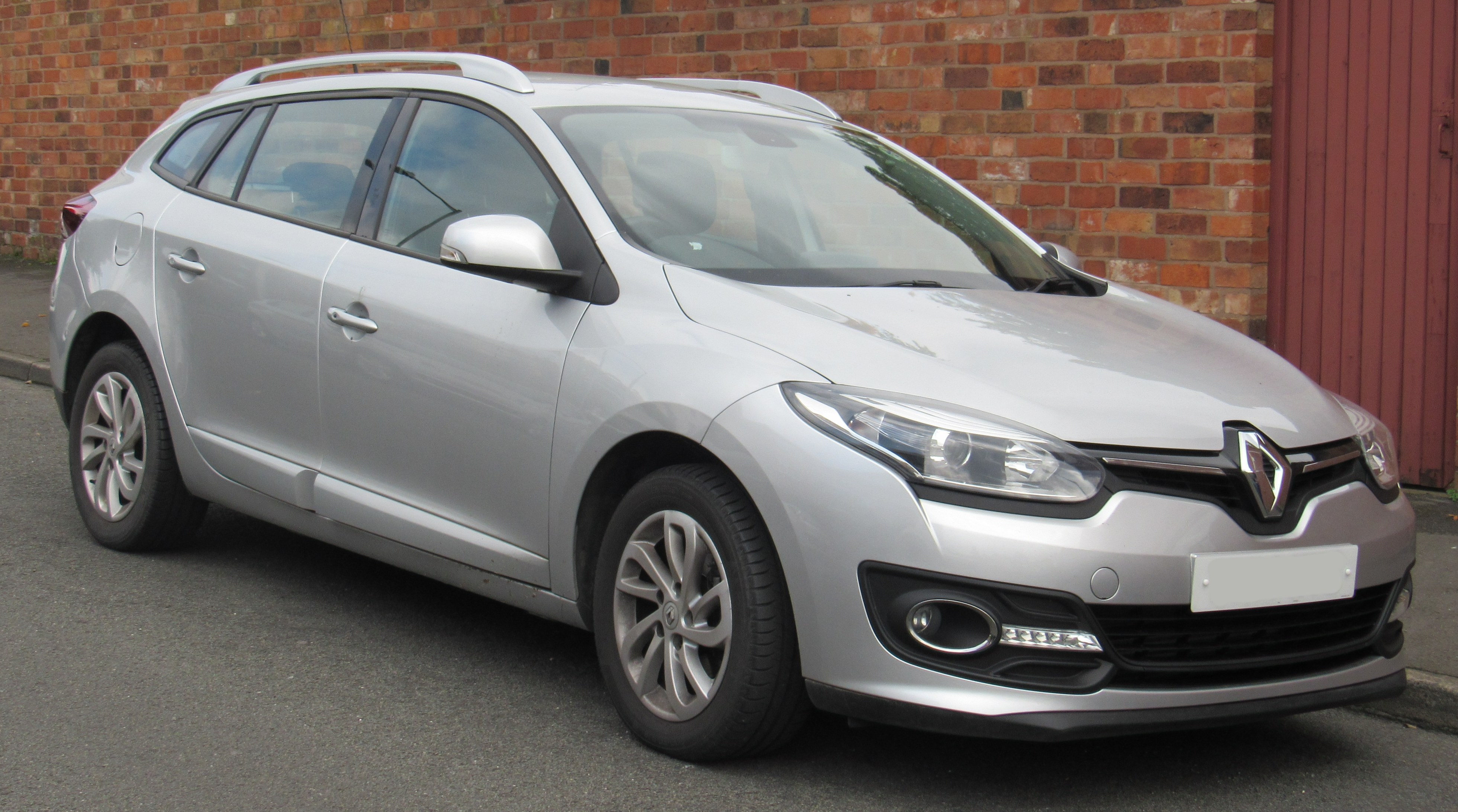
Estate (vue de l'avant)
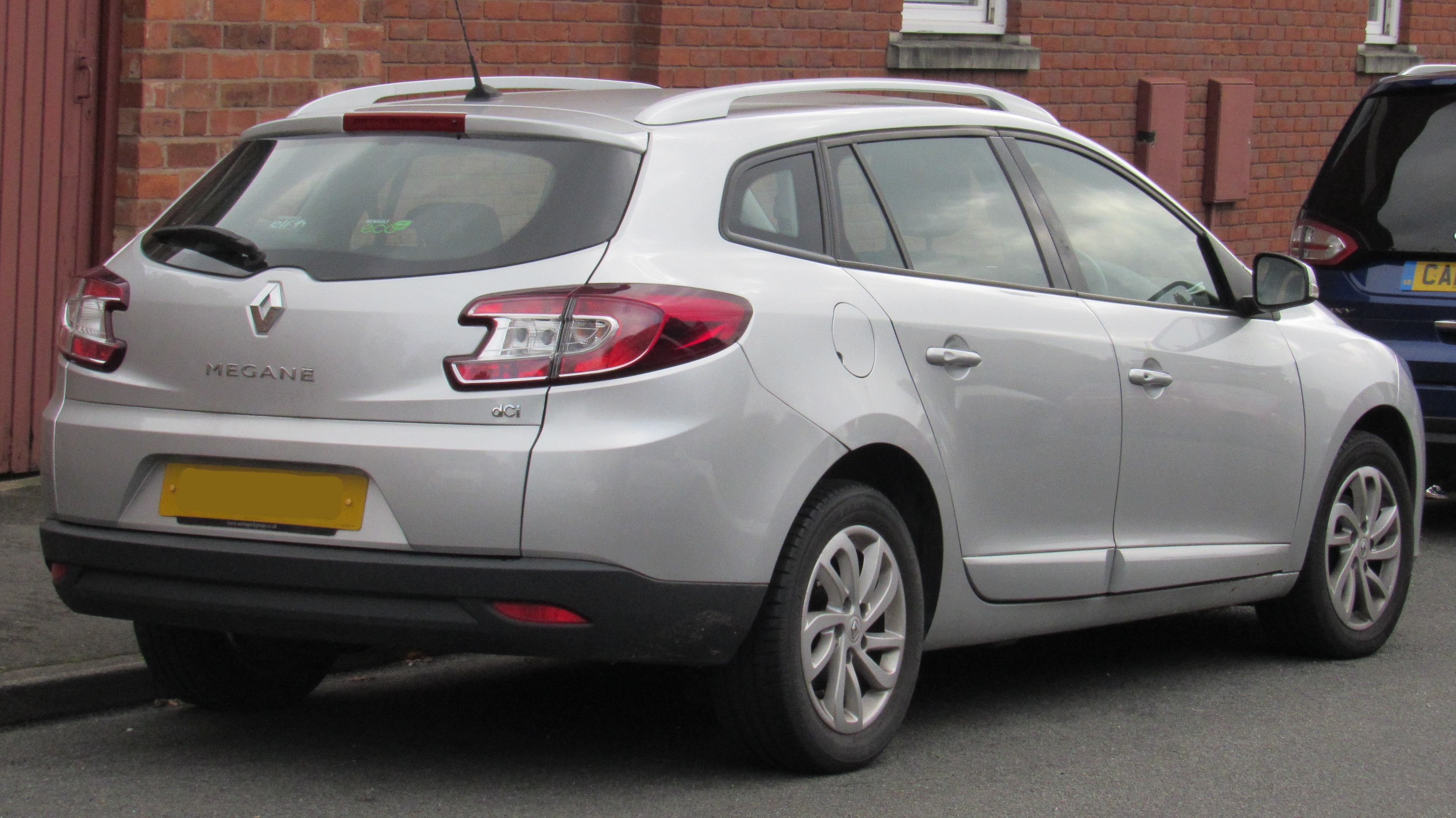
Estate (vue de l'arrière)

## Caractéristiques

### Chaîne cinématique

#### Motorisations

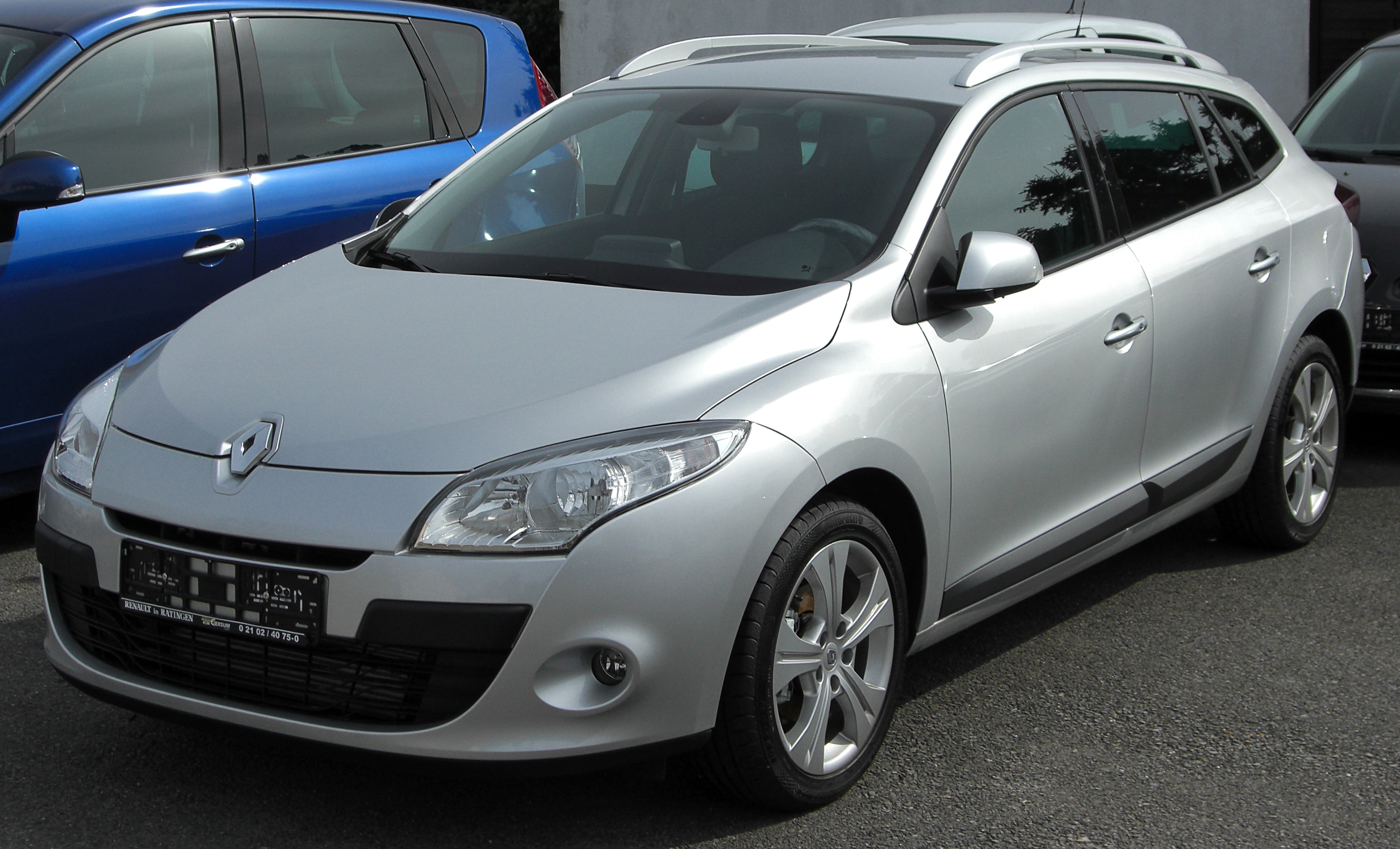
Megane III Phase I Estate.

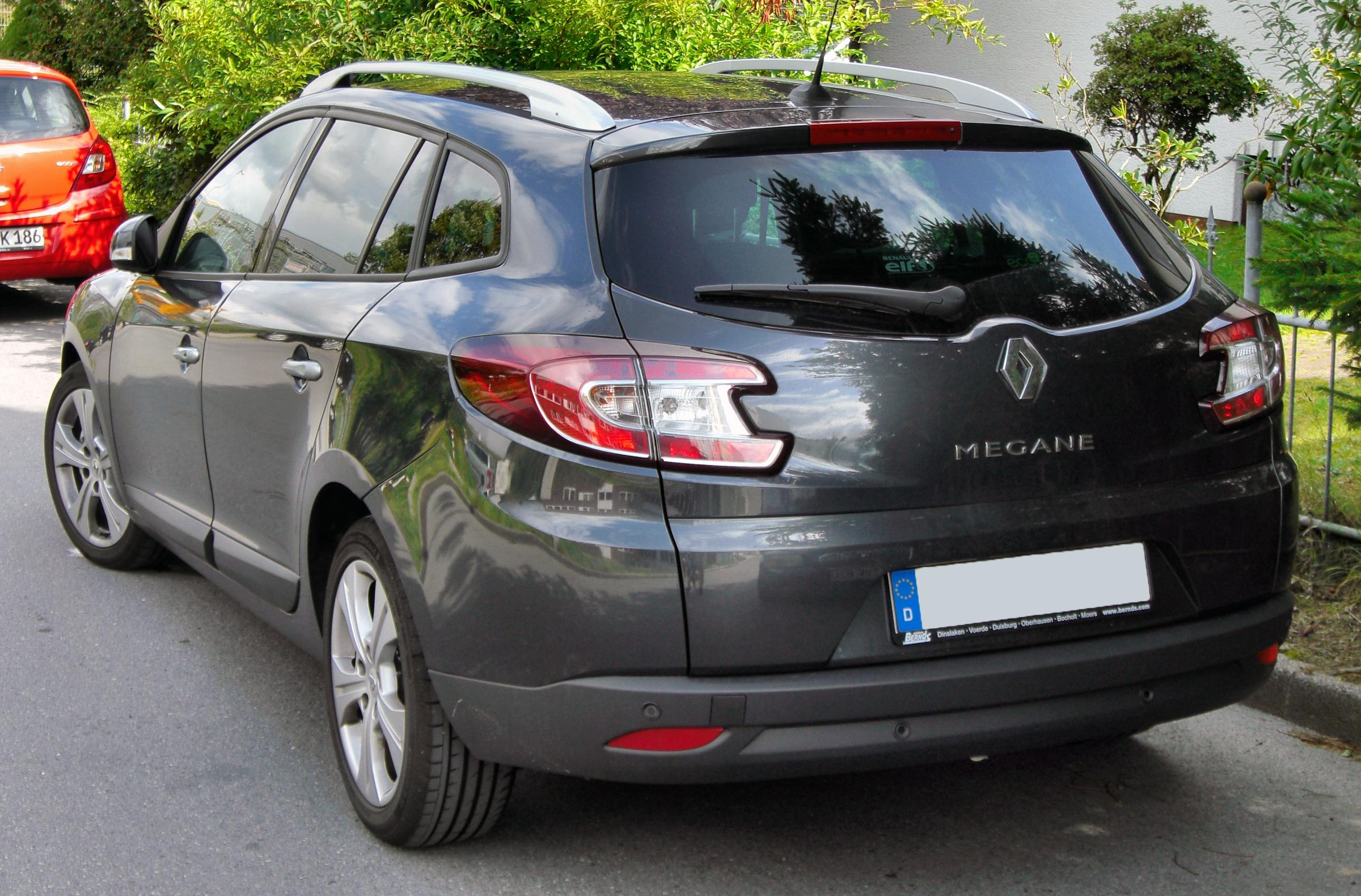
Megane III Phase I Estate.

Les moteurs essence sont un 1,4 L TCe de 130 ch, un 1,6 L 16v de 110 ch (une version éthanol), un 2,0 L 16v de 140 ch et un 2,0 L TCe de 190 ch. Ce dernier était déjà disponible pour la Suisse dès son lancement sur les modèles coupé et berline, mais uniquement disponible en France sur le coupé à son lancement, puis disponible sur toutes les versions (berline, break et coupé) uniquement sur la finition GT depuis le lancement de cette finition en 2010. 

Début 2012 l'offre est complétée par un 1,2 L TCe de type H5FT 115 ch, une série limitée sur la version Estate est uniquement disponible avec le 2,0 L TCe de 220 ch.
En diesel, la Megane III est proposée avec le 1,5 L dCi en version de 85 ch, sans filtre à particules, 90 ch avec filtre, 105 ch sans filtre, 110 ch avec filtre, le 1,9 L dCi en version de 130 ch avec ou sans filtre à particules qui est remplacé par le 1,6 dCi avec filtre à particules en version de 130 ch (ce moteur remplace l'ancien bloc 1.9 dCi 130, avec un objectif de downsizing destiné à réduire la consommation et les émissions de CO2, appelé R9M en interne, il utilise des technologies très poussées : vanne EGR basse pression, 16 soupapes, thermomanagement innovant, pompe à huile à cylindrée variable, et swirl variable. Il s'agit aussi de la première application d'un Stop & Start pour Renault) et le 2,0 l dCi avec filtre à particules en version 150 ch pour la boîte de vitesses automatique et 160 ch pour la boîte de vitesses manuelle.
| MOTORISATIONS                  | 1.2 TCe 115                      | 1.2 TCe 130                      | 1.2 TCe 130                      | 1.4 TCe 130                      | 1.6 100                          | 1.6 110                          | 1.6 Super-éthanol                | 2.0 140                          | 2.0 180/190                         | 2.0 220/250                         | 2.0 265                          | 2.0 275                          |
| ------------------------------ | -------------------------------- | -------------------------------- | -------------------------------- | -------------------------------- | -------------------------------- | -------------------------------- | -------------------------------- | -------------------------------- | ----------------------------------- | ----------------------------------- | -------------------------------- | -------------------------------- |
| Cylindrée (cm³)                | 1199                             | 1199                             | 1199                             | 1397                             | 1598                             | 1598                             | 1598                             | 1997                             | 1998                                | 1998                                | 1998                             | 1998                             |
| Architecture                   | 4 cylindres en ligne             | 4 cylindres en ligne             | 4 cylindres en ligne             | 4 cylindres en ligne             | 4 cylindres en ligne             | 4 cylindres en ligne             | 4 cylindres en ligne             | 4 cylindres en ligne             | 4 cylindres en ligne                | 4 cylindres en ligne                | 4 cylindres en ligne             | 4 cylindres en ligne             |
| Code moteur                    | H5F                              | H5F                              | H5F                              | H4J                              | K4M                              | K4M                              | K4M                              | M4R                              | F4R                                 | F4R                                 | F4R                              | F4R                              |
| Puissance maxi. (ch. - tr/min) | 115 ch au régime de 4500 tr/min  | 130 ch au régime de 5500 tr/min  | 130 ch au régime de 5500 tr/min  | 131 ch au régime de 5500 tr/min  | 100 ch au régime de 6000 tr/min  | 110 ch au régime de 6000 tr/min  | 110 ch au régime de 6000 tr/min  | 140 ch au régime de 6000 tr/min  | 180/190 ch au régime de 5500 tr/min | 220/250 ch au régime de 5500 tr/min | 265 ch au régime de 5500 tr/min  | 273 ch au régime de 6000 tr/min  |
| Couple maxi. (N m - tr/min)    | 190 N m au régime de 2000 tr/min | 205 N m au régime de 2000 tr/min | 205 N m au régime de 2000 tr/min | 190 N m au régime de 2250 tr/min | 148 N m au régime de 4250 tr/min | 151 N m au régime de 4250 tr/min | 151 N m au régime de 4250 tr/min | 195 N m au régime de 3750 tr/min | 300 N m au régime de 2250 tr/min    | 340 N m au régime de 2200 tr/min    | 360 N m au régime de 3000 tr/min | 360 N m au régime de 3000 tr/min |
| Boîte de vitesses              | BVM6                             | BVM6                             | EDC6                             | BVM6                             | BVM5                             | BVM6                             | BVM6                             | CVT                              | BVM6                                | BVM6                                | BVM6                             | BVM6                             |
| 0 à 100 km/h (s)               | 10.9                             | 10.7                             | 9.7                              | 9.6                              | 10.9                             | 10.5                             | 10.5                             | 10.3                             | 7.8                                 | 7.6 / 6.1                           | 6                                | 5.8                              |
| Vitesse maxi. (km/h)           | 190                              | 200                              | 190                              | 200                              | 190                              | 195                              | 195                              | 195                              | 225 / 230                           | 240 / 250                           | 254                              | 255                              |
| Consommations (l/100 km)       | 5.3                              | 5.4                              | 5.6                              | 6.5                              | 6.7                              | 6.9                              | 6.8                              | 7.4                              | 7.7 / 7                             | 7.3 / 8.4                           | 7.5                              | 7.5                              |
| Émissions de CO2 (g/km)        | 119                              | 124                              | 129                              | 153                              | Non communiqué                   | 163                              | 160                              | 174                              | 178 / 162                           | 169 / 195                           | 174                              | 174                              |

| MOTORISATIONS                  | 1.5 DCi 85                       | 1.5 DCi 90                       | 1.5 DCi 95                       | 1.5 DCi 105                      | 1.5 DCi 110                      | 1.5 DCi 110                      | 1.5 DCi 110                      | 1.6 DCi 130                      | 1.9 DCi 130                      | 2.0 DCi 150                      | 2.0 DCi 160                         |
| ------------------------------ | -------------------------------- | -------------------------------- | -------------------------------- | -------------------------------- | -------------------------------- | -------------------------------- | -------------------------------- | -------------------------------- | -------------------------------- | -------------------------------- | ----------------------------------- |
| Cylindrée (cm³)                | 1461                             | 1461                             | 1461                             | 1461                             | 1461                             | 1461                             | 1461                             | 1598                             | 1870                             | 1995                             | 1995                                |
| Architecture                   | 4 cylindres en ligne             | 4 cylindres en ligne             | 4 cylindres en ligne             | 4 cylindres en ligne             | 4 cylindres en ligne             | 4 cylindres en ligne             | 4 cylindres en ligne             | 4 cylindres en ligne             | 4 cylindres en ligne             | 4 cylindres en ligne             | 4 cylindres en ligne                |
| Puissance maxi. (ch. - tr/min) | 86 ch au régime de 3750 tr/min   | 90 ch au régime de 4000 tr/min   | 95 ch au régime de 4000 tr/min   | 106 ch au régime de 4000 tr/min  | 110 ch au régime de 4000 tr/min  | 110 ch au régime de 4000 tr/min  | 110 ch au régime de 4000 tr/min  | 130 ch au régime de 4000 tr/min  | 131 ch au régime de 3750 tr/min  | 150 ch au régime de 3750 tr/min  | 160/165 ch au régime de 3750 tr/min |
| Couple maxi. (N m - tr/min)    | 200 N m au régime de 1750 tr/min | 200 N m au régime de 1750 tr/min | 240 N m au régime de 1750 tr/min | 240 N m au régime de 1750 tr/min | 240 N m au régime de 1750 tr/min | 240 N m au régime de 1750 tr/min | 260 N m au régime de 1750 tr/min | 320 N m au régime de 2000 tr/min | 300 N m au régime de 1750 tr/min | 360 N m au régime de 2000 tr/min | 380 N m au régime de 2000 tr/min    |
| Boîte de vitesses              | BVM5                             | BVM5                             | BVM6                             | BVM6                             | BVM6                             | EDC6                             | BVM6                             | BVM6                             | BVM6                             | BVA6                             | BVM6                                |
| 0 à 100 km/h (s)               | 12.9                             | 12.5                             | 12.3                             | 10.9                             | 10.5                             | 11.7                             | 12.1                             | 10.1                             | 9.5                              | 9.2                              | 8.5                                 |
| Vitesse maxi. (km/h)           | 175                              | 180                              | 190                              | 190                              | 190                              | 190                              | 190                              | 200                              | 205                              | 210                              | 215                                 |
| Consommations (l/100 km)       | 4.5                              | 4.4                              | 4                                | 4.5                              | 4.5                              | 4.2 à 4                          | 3.5                              | 4                                | 5.1                              | 6.6                              | 5.9/5.6                             |
| Émissions de CO2 (g/km)        | 115                              | 116                              | 105                              | 120                              | 120                              | 109 à 104                        | 90                               | 104                              | 134                              | 175                              | 155/145                             |

## Comparaison avec la Megane II
La Megane III mesure 4,29 m de longueur soit 8 cm de plus que la Megane II. Le coffre est de 405 litres soit 75 litres de plus que la Megane II. Elle pèse environ 8 kg de moins que la Megane II.

## Intérieur
L’intérieur de la megane varie selon le model mais reste principalement le même au niveau des compteurs situés au niveau du volant le voyant air-bag se situe sur le coté du tableau de bord avant gauche 2 places avant 3 places arrière équipées d’isofix 

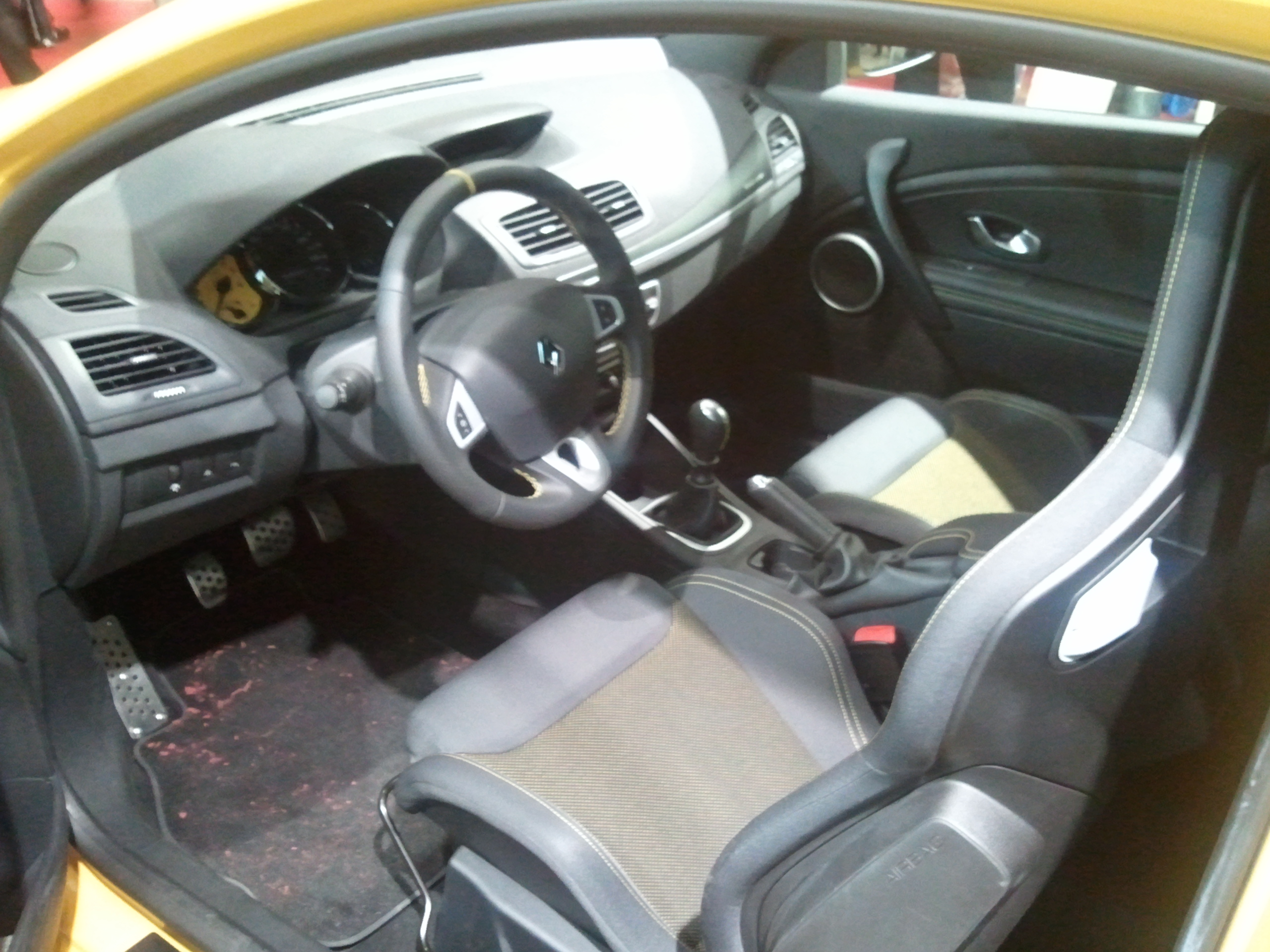
Intérieur de la Renault Mégane III R.S

## Versions sportives

### Megane III GT et GT Line
GT est une version équipée exclusivement des moteurs 2,0 TCe 180 190 et 220 ; et dCi 160, qui se distingue par des attributs sportifs extérieurs et intérieurs et un traitement spécifique du châssis inspiré de la Megane R.S.
GT Line est un pack à caractère sportif proposé en option sur la finition Dynamique, avec un châssis spécifique et les motorisations cœur de gamme de la Megane

#### Attributs sportifs extérieurs et intérieurs
Ces versions reçoivent également une teinte Bleu Malte, spécifique aux versions GT et GT Line, et la finition de certains éléments en couleur Dark Metal et Carbone anodisé brillant.
À l'avant, le bouclier est spécifique à GT et GT Line, avec une entrée d'air centrale redessinée, soulignée par une traverse noir brillant sur laquelle vient se fixer la plaque minéralogique. De part et d'autre du bouclier, des écopes sculptées Dark Metal englobent les antibrouillards et les projecteurs passent sur un fond noir.
À l'arrière, la partie inférieure du bouclier devient ton caisse et intègre un diffuseur aérodynamique. Sur le Coupé-Cabriolet GT Line et GT, le contour de pare-brise et la ligne de ceinture d'habitacle deviennent Dark Metal (au lieu de chrome satiné).
Les Megane Berline et Estate GT adoptent le châssis Sport de la Laguna 3 GT. Comme sur cette dernière, l'assiette est abaissée de 12 mm. Tandis que le Coupé et le Coupé-Cabriolet GT Line et GT conservent la même hauteur de caisse que celle du véhicule de série.

### Megane III RS
La version sportive de la Megane III, la Megane III RS est présentée en mars 2009 au salon de Genève ; elle est équipée du « moteur F » 2 litres turbo de type F4RT comme la Megane II RS, mais porté à 250 ch, soit 25 ch de plus que celle qu'elle remplace et même 20 ch de plus que la Mégane R26R. La vitesse maximale est de 255 km/h. Le couple maximum est de 360 N m, ce qui lui permet de passer de 0 à 100 km/h en 6,00 secondes.
Chez Renault, les compactes sportives sont apparues dans les années 1980 avec le duo Renault 9 Turbo et Renault 11 Turbo, la Megane III RS en est la descendante.
Contrairement à la Megane II RS, la Megane III RS n'est proposée qu'en version trois portes.
La production de la Megane III RS s'est arrêtée en juillet 2016.

#### Megane III RS Gendarmerie

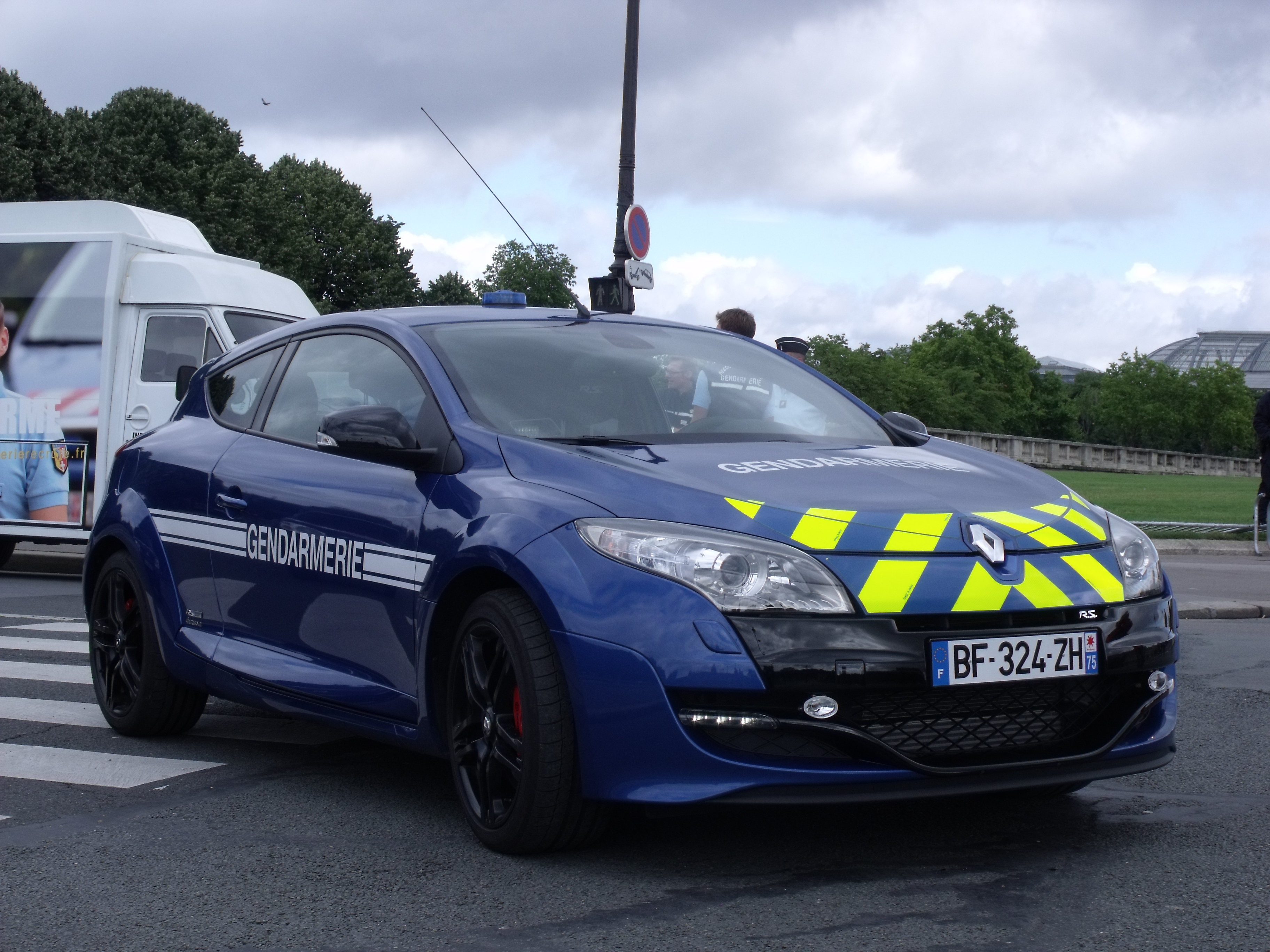
Megane de la Gendarmerie nationale (VRI = Véhicule Rapide d'Intervention)

Le 15 octobre 2010, la Gendarmerie nationale française a choisi la Megane III RS pour équiper les BRI (Brigade Rapide d'Intervention) en remplacement des Subaru Impreza WRX, le marché porte sur 70 véhicules. La Megane RS est capable d'atteindre les 200 km/h en seulement 20 secondes (départ arrêté) et d'intercepter une voiture lancée à 190 km/h en un peu plus d'une minute. La puissance est portée à 273 ch. La vitesse maximale est de 255 km/h.
En janvier 2014, 20 exemplaires RS 275 phase 1 ont été proposés par Renault Japan au public du marché japonais (donc en conduite à droite) lors du Tokyo Auto Show. La décoration proposée était conforme à la BRI bleue avec les bandes latérales "Gendarmerie", aux Strips jaunes avant exceptés puisque proposés uniquement en complément.

#### Megane III RS Trophy

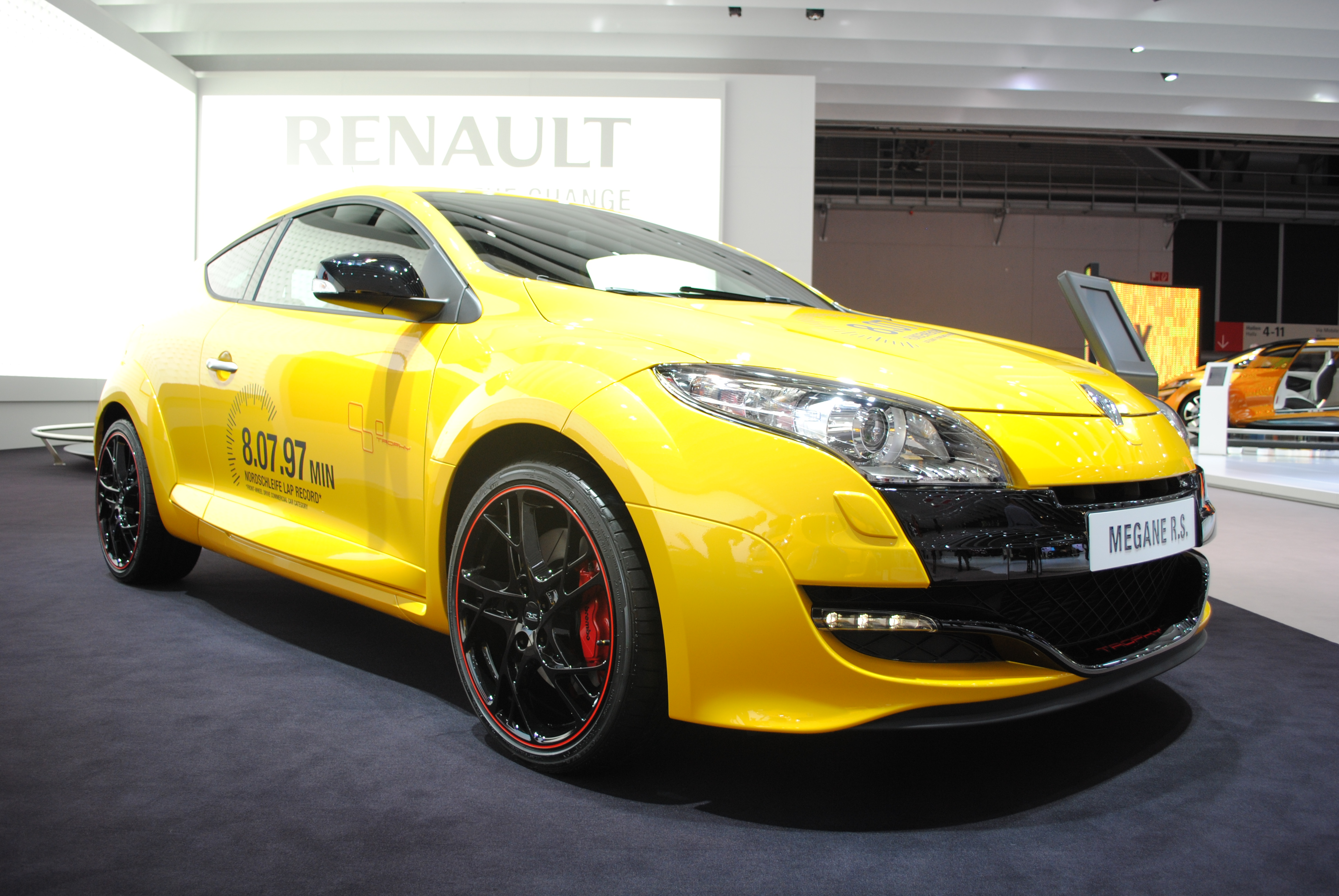

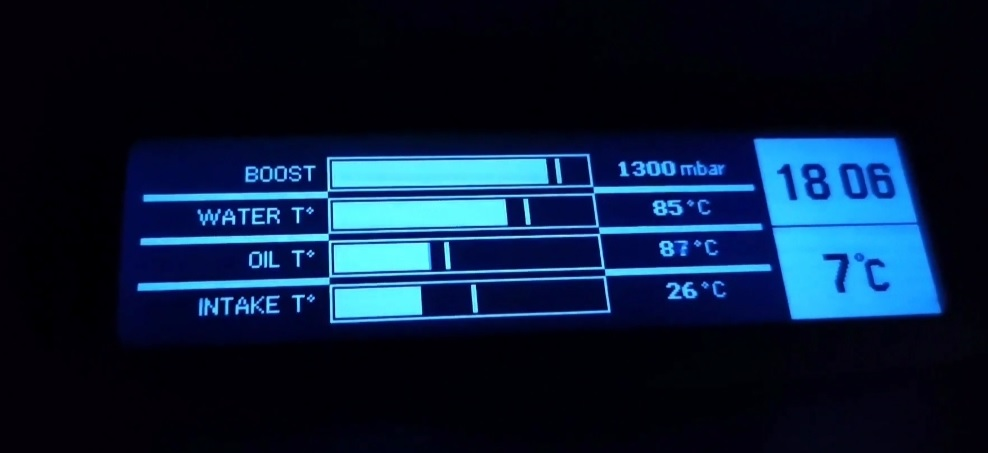
R.S. moniteur

En juin 2011, Renault a lancé une série limitée encore plus sportive nommée RS Trophy. Sa puissance augmente de 15 ch pour atteindre 265 ch. Son couple passe à 360 N m. La voiture est équipée de série du châssis Cup et d’un différentiel à glissement limité. Les performances sont en hausse avec un 0 à 100 km/h atteint en 6 secondes  (- 0,1 s), une vitesse maximale de 254 km/h (+ 4 km/h) et un 1 000 m départ arrêté parcouru en 25,4 secondes (- 0,3 s).
Le 24 juin 2011, une Megane III RS Trophy aux mains de Laurent Hurgon (pilote metteur au point maison) bat le record précédemment établi sur la Nordschleife du Nürburgring par la Megane Renault Sport R26-R avec un nouveau temps de référence de 8 min 7 s 97.

#### Série Limitées Megane III RS Red Bull Racing
- RB7 (2012)
- RB8 (2013)

#### Megane III RS 275 Trophy-R
Elle est équipée d'une ligne et d'un pot Akrapovic, et propose en option un kit freinage (disques Ø 350 mm montés sur bol), un kit harnais, un kit batterie allégée, et un kit housses de transport pour pack de roues destinées au circuit.
Elle parcourt le Nürburgring en 7 min 54 s 36, établissant un nouveau record pour les tractions.

#### Megane III RS 275
En juillet 2015 sort la R.S. 275, ultime version de série avant l'arrêt de la production de la Mégane 3 RS en juillet 2016.
Détail des Variantes et Options
| Image externe |                                          |
|               | Variantes et Options de la Mégane III RS |

#### Fiche techniques
|                            | 2.0 Tce                          | 2.0 Tce                          | 2.0 Tce                          | 2.0 Tce                          | 2.0 Tce                          |
| -------------------------- | -------------------------------- | -------------------------------- | -------------------------------- | -------------------------------- | -------------------------------- |
| Type moteur                | F4RT                             | F4RT                             | F4RT                             | F4RT                             | F4RT                             |
| Cylindrée                  | 1 998 cm3                        | 1 998 cm3                        | 1 998 cm3                        | 1 998 cm3                        | 1 998 cm3                        |
| Alésage (mm) / Course (mm) | 82,7 / 93                        | 82,7 / 93                        | 82,7 / 93                        | 82,7 / 93                        | 82,7 / 93                        |
| Architecture               | 4 cylindres en ligne             | 4 cylindres en ligne             | 4 cylindres en ligne             | 4 cylindres en ligne             | 4 cylindres en ligne             |
| Puissance maxi             | 250 ch au régime de 5500 tr/min  | 265 ch au régime de 5500 tr/min  | 265 ch au régime de 5500 tr/min  | 265 ch au régime de 5500 tr/min  | 273 ch au régime de 5500 tr/min  |
| Couple maxi                | 340 N m au régime de 3000 tr/min | 360 N m au régime de 3000 tr/min | 360 N m au régime de 3000 tr/min | 360 N m au régime de 3000 tr/min | 360 N m au régime de 3000 tr/min |
| Boîte de vitesses          | BVM6                             | BVM6                             | BVM6                             | BVM6                             | BVM6                             |
| Vitesse maxi               | 250                              | 245                              | 254                              | 254                              | 255                              |
| 0-100 km/h                 | 6.1                              | 6                                | 6                                | 6                                | 5.8                              |
| Consommation (en L/100 km) | 8.4                              | 8.2                              | 8.2                              | 7.5                              | 7.5                              |
| Émissions de CO2 (en g/km) | 195                              | 190                              | 190                              | 174                              | 174                              |